# Diecezja Akry (chaldejska)
Diecezja Akry (łac. Dioecesis Akrensis) – diecezja Kościoła chaldejskiego w północnym Iraku, podległa bezpośrednio chaldejskiemu patriarsze Bagdadu. Została erygowana 24 lutego 1910. Od 25 lipca 1998, kiedy to zmarł biskup Abdul-Ahad Rabban, pozostaje sede vacante.  